# Campeonato Paranaense 2010
In 2010 werd het 96ste Campeonato Paranaense gespeeld voor voetbalclubs uit de Braziliaanse staat Paraná. De competitie werd gespeeld van 16 januari tot 25 april en werd georganiseerd door de Federação Paranaense de Futebol. Coritiba werd kampioen.

## Eerste fase
| Plaats | Club                   | Wed. | W | G | V  | Saldo | Ptn. |
| ------ | ---------------------- | ---- | - | - | -- | ----- | ---- |
| 1.     | Coritiba               | 13   | 8 | 4 | 1  | 26:10 | 28   |
| 2.     | Atlético Paranaense    | 13   | 7 | 4 | 2  | 28:8  | 25   |
| 3.     | Iraty                  | 13   | 7 | 3 | 3  | 22:13 | 24   |
| 4.     | Paraná                 | 13   | 6 | 5 | 2  | 16:8  | 23   |
| 5.     | Operário Ferroviário   | 13   | 6 | 2 | 5  | 16:13 | 20   |
| 6.     | Paranavaí              | 13   | 6 | 2 | 5  | 21:23 | 20   |
| 7.     | Cascavel               | 13   | 5 | 5 | 3  | 19:14 | 20   |
| 8.     | Corinthians Paranaense | 13   | 5 | 4 | 4  | 16:18 | 19   |
| 9.     | Cianorte               | 13   | 5 | 2 | 6  | 16:17 | 17   |
| 10.    | Rio Branco             | 13   | 4 | 3 | 6  | 16:25 | 15   |
| 11.    | Toledo                 | 13   | 3 | 6 | 4  | 18:17 | 15   |
| 12.    | Serrano                | 13   | 3 | 2 | 8  | 10:23 | 11   |
| 13.    | Nacional               | 13   | 1 | 4 | 8  | 9:23  | 7    |
| 14.    | Engenheiro Beltrão     | 13   | 1 | 2 | 10 | 11:32 | 5    |

|  | Geplaatst voor tweede fase |
|  | Degradatie                 |

## Tweede fase
Coritiba kreeg 2 bonuspunten uit de eerste fase, Atlético Paranaense een. 
| Plaats | Club                   | Wed. | W | G | V | Saldo | Ptn. |
| ------ | ---------------------- | ---- | - | - | - | ----- | ---- |
| 1.     | Coritiba               | 7    | 7 | 0 | 0 | 16:4  | 23   |
| 2.     | Atlético Paranaense    | 7    | 5 | 1 | 1 | 14:5  | 17   |
| 3.     | Iraty                  | 7    | 3 | 3 | 1 | 11:7  | 12   |
| 4.     | Paraná                 | 7    | 3 | 2 | 2 | 10:6  | 11   |
| 5.     | Operário Ferroviário   | 7    | 1 | 3 | 3 | 8:12  | 6    |
| 6.     | Paranavaí              | 7    | 1 | 2 | 4 | 6:13  | 5    |
| 7.     | Cascavel               | 7    | 1 | 1 | 5 | 10:18 | 4    |
| 8.     | Corinthians Paranaense | 7    | 0 | 2 | 5 | 7:17  | 2    |

|  | Kampioen                           |
|  | Geplaatst voor Copa do Brasil 2011 |
|  | Geplaatst voor Série D 2010        |

### Kampioen
| Campeonato Paranaense de 2010 |
| Paraná                        |
| ----------------------------- |
| CORITIBA Kampioen (34° titel) |

## Topschutters
| Speler              | Speler        | Goals | Club                |
| ------------------- | ------------- | ----- | ------------------- |
| Vlag van Brazilië   | Bruno Mineiro | 17    | Atlético Paranaense |
| Vlag van Argentinië | Ariel         | 17    | Coritiba            |